# Котуж-Мали
Котуж-Мали (пол. Kotórz Mały, нім. Klein Kottorz, 1936-45: Klein Kochen) — село в Польщі, у гміні Турава Опольського повіту Опольського воєводства.
Населення — 986 осіб (2011).

## Демографія
Демографічна структура станом на 31 березня 2011 року:
|          | Загалом | Допрацездатний вік | Працездатний вік | Постпрацездатний вік |
| -------- | ------- | ------------------ | ---------------- | -------------------- |
| Чоловіки | 486     | 91                 | 337              | 58                   |
| Жінки    | 500     | 73                 | 322              | 105                  |
| Разом    | 986     | 164                | 659              | 163                  |